# Governatorato di al-Batina Sud
Il Governatorato di al-Bāṭina Sud (in arabo محافظة جنوب الباطنة‎?, Muḥāfaẓat Ǧanūb al-Bāṭinah) è un governatorato dell'Oman. La superficie totale è di 3.500 km². La capitale del governatorato è Rustaq.
Il governatorato è nato nel 2011 dalla divisione in due parti della precedente regione di al-Batina.

## Suddivisioni
Il governatorato è suddiviso nelle province di: Rustaq, al-ʿAwābī, Nakhal, Wādī al-Maʿāwil, Barka e al-Maṣnaʿa.